# Albert Warburton
Squire Albert Warburton (ur. 26 stycznia 1856 w Oldham, zm. 24 listopada 1925) – angielski piłkarz epoki wiktoriańskiej. Był kapitanem Blackburn Olympic – zespołu, który jako pierwszy w historii, mając w składzie jedenastu piłkarzy klasy robotniczej, sięgnął po Puchar Anglii w 1883 roku. 
Po powrocie do Blackburn, piłkarze wzięli udział w paradzie, na której zaprezentowano zdobyte trofeum. Warburton powiedział wówczas, że „Puchar będzie miał tutaj dobry dom i już nigdy nie powróci do Londynu”.
Z zawodu był hydraulikiem, posiadał własny pub. Wspomniano o tym także, w opisie meczu finałowego w wydanej 6 kwietnia 1883 roku gazecie Blackburn Times.

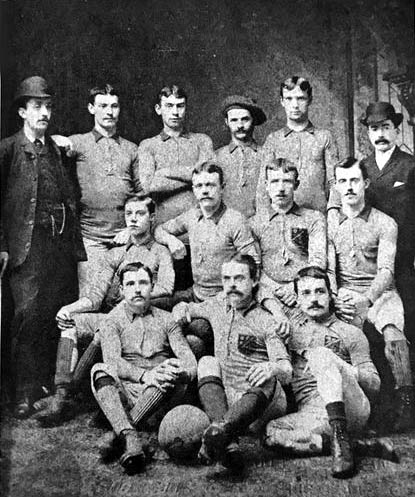
Drużyna Olympic w 1883 roku. Kapitan zespołu Warburton w środku, w dolnym rzędzie.

Zmarł 24 listopada 1925 roku.

## Sukcesy
Blackburn Olympic
- Puchar Anglii zwycięzca: 1882/1883